# Salvelinus boganidae
Salvelinus boganidae är en fiskart som beskrevs av Berg 1926. Salvelinus boganidae ingår i släktet Salvelinus och familjen laxfiskar. IUCN kategoriserar arten globalt som livskraftig. Inga underarter finns listade i Catalogue of Life.